# Р-107М
Р-107М — радянська військова переносна радіостанція. Зібрана повністю на транзисторах. Характерна особливість — частотомір з оригінальним вузлом індикації на мініатюрних лампах розжарювання.

## Основні характеристики
Працює в діапазонах КХ та УКХ (20-52 МГц), в симплексному режимі з частотною модуляцією або в режимі амплітудної телеграфії. Приймач — супергетеродин з одним перетворенням частоти, чутливість — 1,5 мкВ (при відношенні сигнал/шум 10:1). Передавач — на базі LC-генератора, потужність — 5 Вт. Генератор плавного діапазону є нерозбірним герметичним вузлом. Має автоматичний узгоджувальний антеневий пристрій на основі колекторного електродвигуна постійного струму.
Крок встановлення частоти: 1 кГц
Відображення частоти: цифровий частотомір
Похибка встановлення частоти: 1,5 кГц
Тип джерела живлення: 3 акумулятори 2КНП-20 або 2НКП-24
Напруга живлення: 6,6 — 7,8 В